# Iona (Flórida)
Iona é uma Região censo-designada localizada no estado americano de Flórida, no Condado de Lee.

## Demografia
Segundo o censo americano de 2000, a sua população era de 11.756 habitantes.

## Geografia
De acordo com o United States Census Bureau tem uma área de
26,5 km², dos quais 18,5 km² cobertos por terra e 8,0 km² cobertos por água.

## Localidades na vizinhança
O diagrama seguinte representa as localidades num raio de 16 km ao redor de Iona.